# Poitou-Charentes
Poitou-Charentes je bivša (1982. – 2015.) francuska regija na zapadu Francuske. Sastojala se od četiri departmana. Glavni grad je bio Poitiers. 

## Povijest
Prvi stanovnici ove regije su bili galsko pleme Pictavi. 56. godine prije Krista, Rimljani su osvojili ovo područje i pripojili ga svojoj provinciji Akvintiji. Vizigoti su zauzeli regiju 418. godine, da bi je Franci preuzeli 507. Bitkom kod Poitiersa 732. godine, je zaustavljen prodor muslimanskih osvajača u zapadnu Europu. 1152. godine Poitiou je potpao pod englesku kontrolu brakom između Elenore Akvintijske i Henrika II. (kasnije kralja Engleske). Pokrajina je vraćena Francuskoj 1416. godine i bila je provincija Francuske u tom obliku do Revolucije, kada je podjeljena u tri departmana Vienne, Deux-Sevres, i Vendee)

## Administracija
Regionalno vijeće regije se sastoji od 55 zastupničkih mjesta. Od izbora 2004. na vlasti je vlada lijevog centra. Raspored u vijeću je sljedeći:
Lijeve stranke:
- 20 zastupnika - Socijalistička partija
- 7 zastupnika - Komunistička partija
- 6 zastupnika - Zeleni
- 2 zastupnika - Stranka radikalne ljevice
- 2 zastupnika - ostali pojedini ljevičari

Desne stranke:
- 9 zastupnika - koalicija UMP-UDF
- 6 zastupnika - ostali pojedini desničari

Ekstermno desne stranke:
- 3 zastupnika - FN (Nacionalna Fronta)

## Gospodarstvo
- Pogledajte članak: Gospodarstvo regije Poitou-Charentes

## Stanovništvo
Stanovništvo ove regije je poznato pod nazivom Picto-Charentais.
Lokalni jezik Poitevin-Saintongeais danas razumije samo mali broj ljudi u regiji.
Po popisu stanovništva iz 1999. godine, 23.8 % stanovništva regije Poitou-Charentes je imalo manje od 25 godina.
U regije se događa veliki razmještaj mladog stanovništva koje se seli većinom sa seoskih područja u gradske. Najatraktivniji je grad Poitiers, radi velikog broja sveučilišta i gradovi La Rochelle, Angoulême i Niort, koji nude velike mogućnosti zapošljavanja mladog stanovništva.

## Vanjske poveznice
- Stranica regionalnog vijeća  Arhivirana inačica izvorne stranice od 24. studenoga 2002. (Wayback Machine)
- Stranica regionalnog obzervatorija za okoliš regije Poitou-Charentes  Arhivirana inačica izvorne stranice od 23. studenoga 2001. (Wayback Machine)
- Krajolici Poitou-Charentesa  Arhivirana inačica izvorne stranice od 16. veljače 2007. (Wayback Machine)

|  | Portal Francuske – Pristup člancima s tematikom o Francuskoj. |